# Cantón de Sauzé-Vaussais
El cantón de Sauzé-Vaussais era una división administrativa francesa, que estaba situada en el departamento de Deux-Sèvres y la región de Poitou-Charentes.

## Composición
El cantón estaba formado por doce comunas:
- Caunay
- Clussais-la-Pommeraie
- La Chapelle-Pouilloux
- Les Alleuds
- Limalonges
- Lorigné
- Mairé-Levescault
- Melleran
- Montalembert
- Pers
- Pliboux
- Sauzé-Vaussais

## Supresión del cantón de Sauzé-Vaussais
En aplicación del Decreto n.º 2014-176 de 18 de febrero de 2014, el cantón de Sauzé-Vaussais fue suprimido el 22 de marzo de 2015 y sus 12 comunas pasaron a formar parte del nuevo cantón de Melle.